# Runga raroa
Runga raroa är en spindelart som beskrevs av Forster 1990. Runga raroa ingår i släktet Runga och familjen Synotaxidae. Inga underarter finns listade i Catalogue of Life.